# La Galera, Puebla
La Galera är en ort i Mexiko.   Den ligger i kommunen Cuetzalan del Progreso och delstaten Puebla, i den sydöstra delen av landet, 180 km öster om huvudstaden Mexico City. La Galera ligger 1 395 meter över havet och antalet invånare är 216.
Terrängen runt La Galera är kuperad åt nordväst, men åt sydost är den bergig. Runt La Galera är det ganska tätbefolkat, med 179 invånare per kvadratkilometer. Närmaste större samhälle är Ciudad de Cuetzalan, 4,2 km norr om La Galera. I omgivningarna runt La Galera växer i huvudsak städsegrön lövskog.